# سلمان واکسمن
سلمان آبراهام واکسمن (به انگلیسی: Selman Abraham Waksman) ‏(۲۲ ژوئیهٔ ۱۸۸۸ - ۱۶ اوت ۱۹۷۳) یک زیست‌شیمیدان و میکروبیولوژیست اوکراینی-آمریکایی بود. در سال ۱۹۵۲ او موفّق به دریافت جایزه نوبل فیزیولوژی و پزشکی شد.